# Canopi

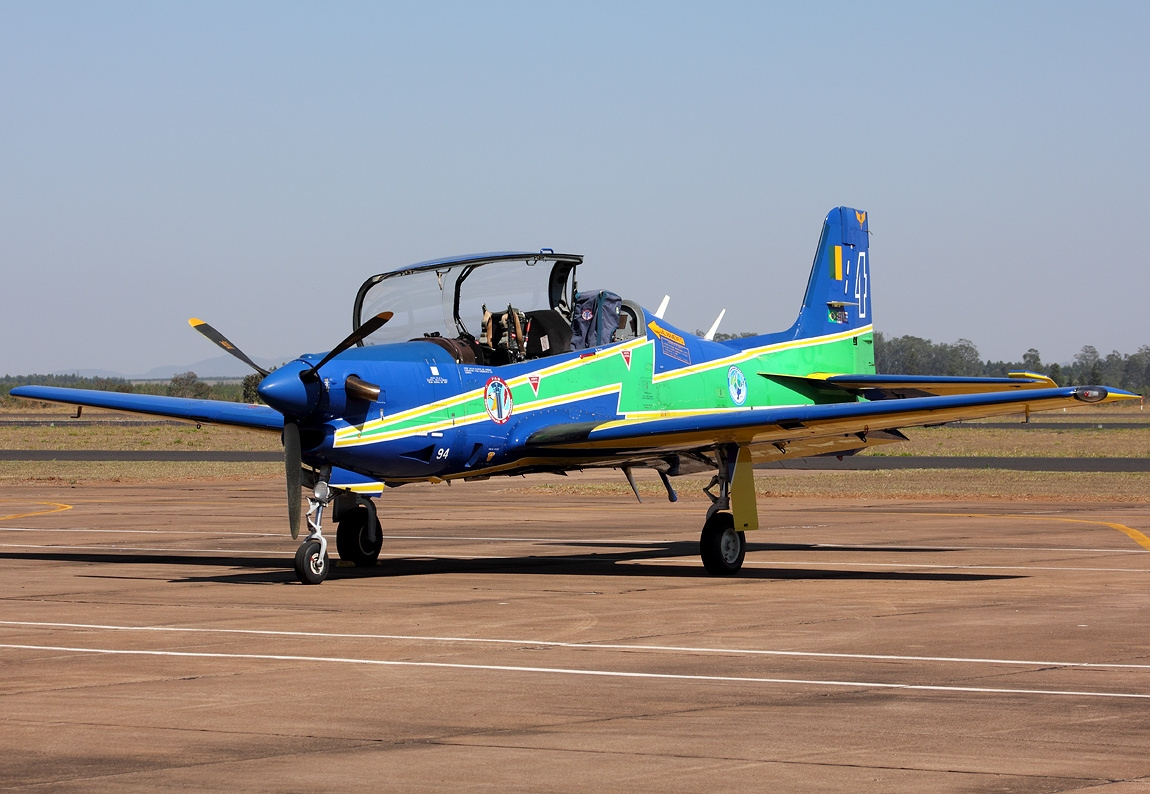
T-27 da Esquadrilha da Fumaça, com o canopi aberto.

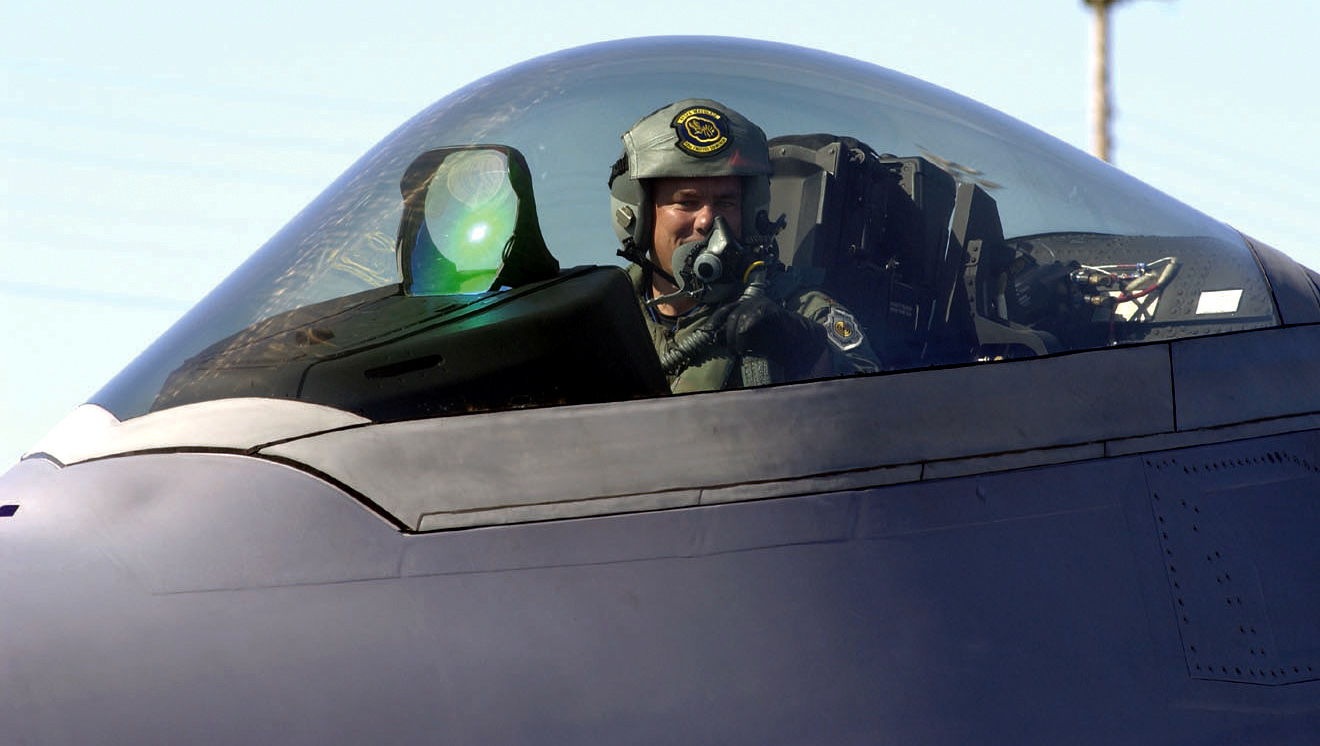
O caponi fechado de um F-22 Raptor.

Canopi(pt-BR) ou canópia(pt-PT?) é a cobertura da cabine de pilotagem de alguns tipos de aviões. Em geral de pequeno porte, de turismo ou acrobáticos, bem como dos aviões militares (caças ou treinamento) de um ou de dois lugares. É fabricado em material transparente de alta resistência, capaz de oferecer um ambiente estável aos ocupantes, bem como condições de visibilidade. Serve ainda como, quando aberta, de acesso ao habitáculo. 